# Cidadelhe (Pinhel)
Cidadelhe is een plaats (freguesia) in de Portugese gemeente Pinhel en telt 52 inwoners (2001).